# Rete tranviaria di Livorno
La rete tranviaria di Livorno, originata nel 1881 come tranvia a cavalli, fu in seguito elettrificata e ampliata raggiungendo una ragguardevole estensione e prefigurando l'attuale rete di trasporto pubblico cittadino.
Costruita ad opera dell'iniziativa privata, la rete fu in seguito acquisita dal comune e gradualmente sostituita da una filovia. L'ultima linea tranviaria fu soppressa nel 1943.

## Storia

### Il servizio a cavalli

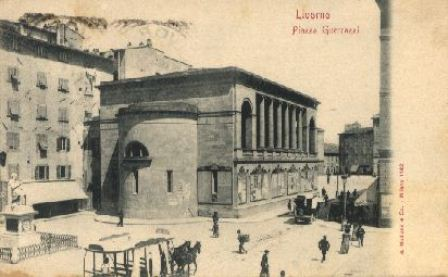
Piazza Guerrazzi con tram a cavalli

Dopo anni di discussioni attorno a numerose proposte presentate, una delle quali aveva condotto addirittura a un contenzioso fra il Comune di Livorno e tal Adolphe Otlet de Wolf, nel 1879 Auguste Charles, un imprenditore belga domiciliato a Parigi avanzò la proposta di costruire una linea tranviaria trazione animale nella città labronica.
Il comune approntò dunque l'anno successivo un capitolato di gara che, approvato dalla deputazione provinciale, portò all'aggiudicazione allo stesso Charles della relativa concessione; questa, relativa ad una alla costruzione ed esercizio di una tranvia a cavalli dalla porta di San Marco all'Ardenza, fu deliberata il 10 giugno 1880 e approvata dalla deputazione venti giorni dopo. All'articolo 1 di tale convenzione si concedeva "la facoltà di collocare, a spese di chi sarà prescelto, uno o più binarii di ruotaie in ferro (...) dalla stazione alla strada ferrata all'Ardenza".
I lavori di costruzione della linea iniziarono nel novembre 1880 sulla direttrice via Palestro-via Garibaldi-piazza Grande-via Grande-lungomare e il 22 maggio 1881 il servizio poté già essere inaugurato a cura della Société Anonyme des Tramways de Livourne (SATL).
Il servizio proseguì non senza problemi, a causa della forte contrarietà manifestata dai vetturini da piazza nei confronti del nuovo mezzo di trasporto che rompeva il loro monopolio che sfociò talora in attentati e manifestazioni di violenza.

### Le tranvie elettriche
Il 16 gennaio 1896 Auguste Charles, divenuto ormai amministratore delegato della SATL, siglò insieme al Comune il contratto per l'istituzione della trazione elettrica in accordo con la proposta avanzata un mese prima. L'accordo coinvolgeva tutte le linee che oltre alla San Marco-Antignano comprendevano allora la San Marco-San Jacopo, la piazza Grande-piazza Roma e la piazza Roma-Montenero; per quest'ultima fu previsto l'utilizzo della trazione a vapore.
La prima linea a trazione elettrica, la San Marco-Antignano con diramazione per Ardenza Mare che misurava in totale 8,64 km, fu solennemente inaugurata il 14 ottobre 1897. Fece seguito l'attivazione della San Marco-San Jacopo, di 4,65 km, il 6 novembre successivo.
Il 3 luglio 1901 sia aggiunse, sempre a trazione elettrica, il collegamento con Montenero e tre anni dopo, nel 1904 venne aggiunta la linea da piazza Grande per Acque della Salute. Inoltre, all'inizio del 1905 la Société Anonyme des Tramways de Livourne fu autorizzata ad esercitare la linea che dalla via Palestro raggiungeva il termine della via Erbosa, passando per Barriera Garibaldi, secondo il progetto dell'agosto 1904.
Il 15 maggio 1908 si aggiunse alla rete la linea delle Pianacce Antignano-Montenero, realizzata ed esercita dalla Società Livornese di Trazione Elettrica (SLTE); tale società era stata fondata nel 1906 allo scopo di collegare Montenero mediante tale tranvia e con una funicolare a godeva a tale scopo di una prelazione rispetto alla SATL, recepita nella concessione della linea che risaliva al 30 luglio 1907. In virtù di un accordo fra le due società fu comunque la stessa SATL a prenderne in carico l'esercizio.
Si giunse dunque al 1909 quando, il 9 marzo, venne attivata la nuova linea piazza Grande-Colline, autorizzata con Regio decreto n. CCCXXII del 28 agosto di tale anno; l'anno successivo il capolinea di Acque della Salute fu spostato fino all'anello costruito sul piazzale della nuova stazione di Livorno Centrale, inaugurata il 3 luglio 1910. La massima estensione della rete, pari a 28,877 km di binari/lunghezza di esercizio pari a 35,812 km), fu raggiunta nel 1917.
Nel 1930 la rete tranviaria di Livorno arrivò a comprendere le seguenti linee:
- 1 - Piazza Grande-Scali Cialdini-Antignano
- 2 - Stazione Centrale-Corso Umberto-San Jacopo
- 3 - Piazza Grande-Stazione San Marco-Cimiteri Comunali[7]
- 4 - Piazza Grande-Montenero
- 5 - Piazza Grande-Barriera Garibaldi
- 6 - Piazza Grande-Viale Carducci-Stazione Centrale
- 7 - Piazza Grande-Barriera di Colline
- 8 - Piazza Grande-Via Roma-Ardenza Terra
- 9 - Piazza Grande-Scali Cialdini-San Jacopo
- 10 - Piazza Grande-Ardenza Mare
- 12 - Piazza Grande-Corso Umberto-Ardenza Mare
- 14 - Piazza Carlo Alberto-San Jacopo
- 16 - Antignano-Montenero[8]
- 17 - Piazza San Marco-Cimiteri Comunali[9]

Il servizio tranviario iniziò dunque un periodo di rapido declino, tanto che nel 1935, mentre avanzavano i lavori di realizzazione della rete filoviaria, restavano in esercizio le due sole linee P (piazza Orlando-Cimiteri Comunali) e G (piazza Orlando-via Pisana). Tali cambiamenti rientravano in una strategia complessiva messa in atto dal Comune che trovava peraltro resistenze da parte della SATL: per questo motivo in quello stesso anno la SATL fu posta in liquidazione e il comune, acquisiti i beni di tale azienda, affidò il servizio alla Società Trasporti Urbani (STU) di Milano, legata al gruppo Fiat, in qualità di società delegataria del riordino e della completa trasformazione del trasporto urbano di Livorno; quest'ultima subentrò alla SATL il 3 gennaio 1935.
Il colpo di grazia per la rete tranviaria arrivò con i bombardamenti del 1943: gravemente danneggiate, le due linee non furono più ripristinate.

## Caratteristiche

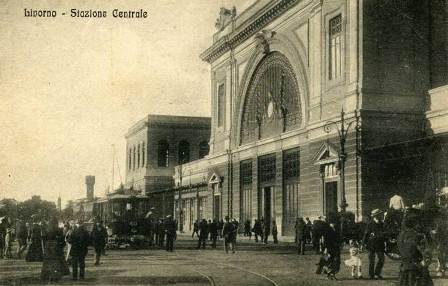
Capolinea tranviario alla stazione centrale

La linea della Pianacce, in difformità rispetto al resto della rete, risultava prevalentemente in sede propria, armata con rotaie vignoles da 26,5 kg/m la pendenza di questa tratta raggiungeva il 47 per mille.
Per il resto la rete si presentava prevalentemente pianeggiante, con raggi di curvatura che raramente scendevano sotto i 20 m; per l'armamento erano utilizzate sia rotaie a gola risalenti all'originaria rete a cavalli sia più pesanti rotaie dei tipi Phoenix e Vignoles.
Per il ricovero e la riparazione del materiale rotabile la SATL disponeva di un deposito-officina, sede altresì della direzione aziendale, in un'area prossima alla stazione di San Marco; successivamente tali impianti vennero spostati in via dei Prati (poi via Meyer). Annessa al deposito era presente una sottostazione elettrica da 900 kW che alimentava la linea di contatto alla tensione continua di 550 V. L'energia elettrica proveniva dalla centrale termoelettrica che alimentava l'intera città di Livorno.

## Materiale rotabile
Per gli originari servizi a trazione animale la SATL disponeva di 15 vetture di cui 6 aperte del tipo giardiniera e di 48 cavalli adibiti al loro traino.
Per l'esercizio a trazione elettrica fu costituito negli anni un nutrito quanto variegato parco di elettromotrici e rimorchiate, del quale la bibliografia disponibile non consente di definire con precisione l'intera composizione. Nel 1930 il parco elettromotrici raggiunse la consistenza di 62 esemplari, scesi a 59 nel 1935, anno di passaggio del servizio dalla SATL al Comune.
Fra i gruppi più consistenti figuravano le prime vetture, di costruzione Grondona, entrante in servizio entro il 1905; ad esse si aggiungeroo sia esemplari ricostruiti dalle officine sociali a partire da vecchi trucks, sia un gruppo di motrici realizzate dalla belga Baume et Marpent e acquisite attorno al 1910, una delle quali ceduta in seguito alla tranvia Carrara-Marina di Carrara che la immatricolò nel gruppo 11-14. Risulta verosimile la presenza di ulteriori motrici Grondona rispetto alla prima fornitura, verosimilmente ricavate da ricostruzioni o ammodernamenti; tre di esse nel dopoguerra furono cedute alla rete tranviaria della Spezia, il cui esercente ricavò una motrice (la n. 120) e un rimorchio.
La caratteristica coloritura in bianco avorio e rosso dell'intero parco fu sostituita nello schema unificato a due toni di verde in conseguenza del decreto ministeriale di unificazione promulgato nel 1926.

### Materiale motore - prospetto di sintesi
| Unità   | Costruttore      | Azionamenti                               | Interasse   | Posti a sedere | Note |
| ------- | ---------------- | ----------------------------------------- | ----------- | -------------- | --- |
| 51÷95   | Grondona         | Shuckert & C. / AEG Thomson Houston       | 1750 / 1900 | 24             | Esemplari 73, 79, 92 non presenti nell'inventario del 1935                                              |
| 96÷100  | Baume et Marpent | Shuckert & C.                             | 1900        | 18             | Una di esse ceduta in seguito alla tranvia Carrara-Marina di Carrara                                    |
| 101     | Grondona         | AEG Thomson Houston                       | 1750        | 24             | |
| 102÷104 | SATL             | Shuckert & C. / CGE / AEG Thomson Houston | 1900 / 2000 | 24             | Ricostruzioni su vecchi telai                                                                           |
| 105÷110 | Baume et Marpent | CGE / AEG Thomson Houston                 | 1800        | 18             | |
| 111÷112 | SATL             | AEG Thomson Houston                       | 2000        | 24             | Ricostruzioni su vecchi telai                                                                           |
| 113÷120 | Grondona / ??    | ??                                        | ??          | 24             | Gruppo dalla consistenza incerta; 113 e 115 citate in documenti del 1937 e 1945, 120 ceduta alla Spezia |

## Galleria d'immagini

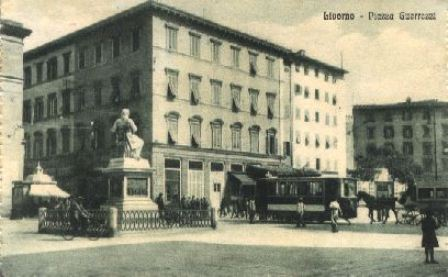
Piazza Guerrazzi
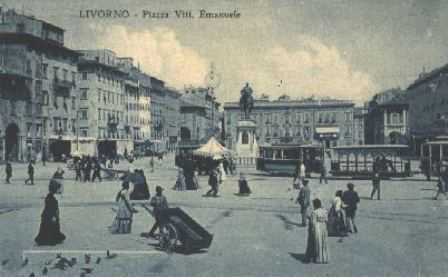
Piazza Grande (già Vittorio Emanuele)
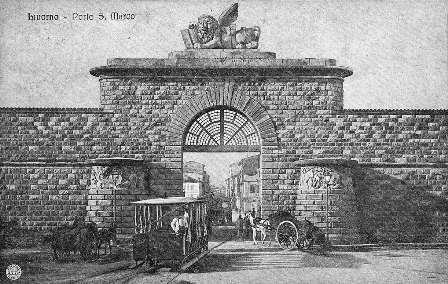
Porta San Marco
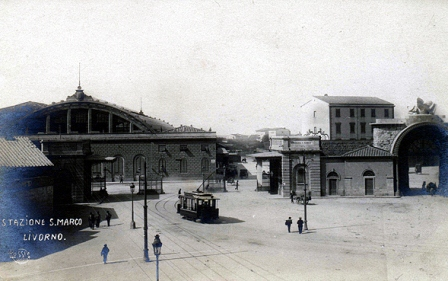
Stazione San Marco con tram